# Gugure! Kokkuri-san
Gugure! Kokkuri-san (яп. 繰繰れ! コックリさん) — японская манга в жанре комедии, созданная Мидори Эндо в 2011 году и экранизированная в виде аниме-сериала в 2014 году.

## Сюжет
В центре сюжета находится ушедшая в себя девочка-младшеклассница Кохина Итимацу, которая в целях бегства от негативных эмоций и жизненных неурядиц уже несколько лет изображает безэмоциональную куклу, питаясь одной лишь лапшой быстрого приготовления, которую обожествляет и собирает во всех возможных видах и количестве. Однажды она невольно вызывает к себе духа-кицунэ Коккури-сана с помощью гадания в одноимённой игре. Впоследствии к ним также присоединяется подобранный Кохиной оборотень Инугами и старый знакомый Коккури, тануки по имени Сигараки.

## Персонажи
Кохина Итимацу (яп. 市松 こひな) главная героиня, безэмоциональная девочка, которая одна живёт в большом старом доме. Кохина всячески подавляет в себе любые эмоции, уверяя себя и окружающих в том, что она является куклой, однако в ряде лирических моментов она способна проявлять свою настоящую личность и «человеческую внешность» вместо более традиционного для ней чиби-изображения в остальное время. Кохина одержима лапшой быстрого приготовления, вплоть до того, что хранит её во всех возможных видах и ставит конечной целью в большинство замыслов.
Коккури-сан (яп. コックリさん) главный герой, призванный Кохиной оборотень-кицунэ, который вознамерился «превратить» её в человека после того как увидел её образ жизни и ужаснулся. Коккури сразу же старается стать хорошим «отцом» для Кохины, он готовит для неё блюда из «50 ингредиентов», ведёт домашнее хозяйство и всячески оберегает ту от любых реальных и не очень опасностей и ошибок. Внутри всячески комплексует по поводу своего возраста и популярности, хотя и выглядит как молодой мужчина 25-лет. В отличие от Инугами всегда ощущает себя как мужчина и наотрез отказывается принимать женский облик, но его "наклонности" регулярно становятся объектом шуток в сериале, особенно когда Коккури всё таки превратился в женщину из-за древнего проклятия на несколько серий.
Инугами (яп. 狗神) пёс-оборотень инугами, одержимый Кохиной из-за того, что она единственная за столько времени проявила к нему заботу, когда он жил в коробке на улице как бездомный щенок. Испытывает к девочке нежные чувства и по его же словам, она единственная кого он любит, в то же время ненавидя всех остальных людей. Уже и не помнит свой оригинальный пол, посему часто принимает женский облик, в котором относится к Кохине как обожаемой младшей сестре. Всё это становится причиной регулярных конфликтов с Коккури, с которым он соперничает на протяжении практически всего сериала. Стереотипный бисёнен-дамский угодник.